# Ella Eyre
Ella Eyre (London, 1994. április 1. –) angol énekesnő, dalszerző.

## Pályakép
Apja jamaicai volt, édesanyja máltai. Apja konyhaséf volt, édesanyja pedig cukrász. London nyugati részén, Ealingben született és nevelkedett. Az úszóversenyzést ambicionálta, mielőtt profi énekes lett.
A Somerset-i Millfield Iskolában és a Brit Előadóművészeti és Technológiai Iskolában zenés színházi szakmát tanult.
2011-ben fedezték fel. A köztudatba a „Waiting All Night” című dallal került. Már az iskolái alatt foglalkozott a dalszerzéssel. 2012-ben aláírt a Warner/Chappell Music kiadónál, majd megállapodás kötött a Virgin EMI-vel.

## Lemezek
- 2019 Singalong
- 2015 Feline
- 2015 Ella Eyre
- 2013 Deeper
- ? EE2

## Díjak
- 2014: MTV Brand – jelölés
- 2014: BRIT Awards Critics' Choice – jelölés
- 2014: Single of the Year „Waiting All Night” – elnyerte
- 2014: BBC Sound of 2014 – második helyezett
- 2014: MOBO (Music of Black Origin) Awards Best Newcomer – elnyerte
- 2015: MOBO Awards Best Female – elnyerte